# Trashfilm
Als Trashfilm (englisch Trash ‚Müll‘) oder Schundfilm werden meist unfreiwillig schlechte Filmproduktionen bezeichnet, deren negative Wahrnehmung entweder mit einem zu geringen Budget, fehlendem Talent der Beteiligten oder überzogenen Ansprüchen zu tun haben.
Neben einer nicht überzeugenden Leistung der Darsteller, bemängeln Kritiker (je nach Film) karge und unecht wirkende Ausstattung, zweifelhafte Spezialeffekte, sowie unlogische oder absurde Handlungsstränge mit geistlosen Dialogen. Im Gegensatz dazu gibt es auch Filme, bei denen diese Merkmale absichtlich als Stilmittel verwendet werden.
Während manche Trashfilme als Mainstream-Produktion ausgelegt sind und ein breites Publikum ansprechen, ist ein anderer Teil der hier verorteten Produktionen im Bereich der Horrorfilme und/oder B-Movies angesiedelt.
Zu den oft zitierten Genrebeispiele zählen unter anderem Plan 9 aus dem Weltall (1959), Atomic Hero (1985) und Sharknado – Genug gesagt! (2013, einschließlich Fortsetzungen).

## Beschreibungen
Zu den eng mit dem Trashfilm verwobenen Filmgenres zählen Exploitationfilme, missratene Monster- oder Katastrophenfilme, sowie selbstironische Splatterfilme („Funsplatter“), die Elemente von Parodien oder Horrorkomödien vermischen können.

„Es schert sich nicht um handwerkliche Qualitätskriterien, um inhaltliche Tabus und den guten Geschmack: das sogenannte Trash-Kino. Für die Filmkritik war es lange „für die Tonne“; mittlerweile haben indes viele der einst als Trash oder Exploitation geschmähten Werke Kultstatus.“

Der Kulturwissenschaftler Kaspar Maase, sieht in der Schadenfreude einen Grund für die Beliebtheit von Trashfilmen;

„Trash ist Ergebnis von Selektion aus dem Fundus ästhetisch und ethisch für minderwertig erklärter Filme, die an eine moralisch indifferente Schaulust appellieren und mittels ironisch-reflektierter Rezeption distanziert genossen werden sollen.“

Der Filmwissenschaftler Keyvan Sarkhosh bringt das Phänomen desTrashfilms, in einem Interview mit Deutschlandfunk Kultur mit folgenden Worten auf den Punkt:

„„Es sind schlechte Filme, die sind manchmal schlecht gespielt, die Effekte wirken stümperhaft, die Kulissen sind billig, die Dialoge sind peinlich. Es sind Filme, die eben anders sind als der Mainstream, die dadurch vielleicht auch mal Überraschendes bereitstellen.““

## Merkmale
Der Trashfilm als unfreiwillig schlechte Produktion beruht im Wesentlichen auf einer oder mehren der folgenden Voraussetzungen:
1. fehlende finanzielle Mittel (mit Auswirkungen auf Spezialeffekte, Synchronisation, Filmmusik etc.)
2. fehlendes Talent (bei Drehbuchautor, Schauspielern, Regie oder mehreren der genannten Parteien)
3. unprofessionelle, amateurhaft wirkende Umsetzung
4. die missratene Intention, einen „bedeutungsvollen“ Film zu machen
5. Desinteresse an konventionellen Qualitätsstandards
6. „Geschmacklosigkeiten“, im Sinne von Verstößen gegen kulturelle und moralische Erwartungen

Beim Trashfilm in seiner kultivierten Form wird aus dieser Not eine Tugend gemacht:
Das Fehlen von finanziellen Mitteln wird zum Prinzip erhoben.
Das Fehlen von Talent wird großzügig ignoriert.
Die Intention der Schaffenden ist es, Trash zu produzieren.
Die Regel, Filme zu möglichst geringen Kosten herzustellen, führte manchmal zu erstaunlichen Gewinnraten. Insbesondere in den 1950ern, als es ein eigenes Publikum für Trash-Produktionen gab. Unter Umständen erreichten Trashfilme Gewinnmargen, die weit über denen kommerzieller Filme liegen konnten.

## Geschichte
Als ein früher Pionier des Trashfilms gilt allgemein der amerikanische Regisseur Ed Wood, der in den 1950er Jahren unter anderem aufgrund seiner schlechten Filme postum in dem Buch Golden Turkey Award als „schlechtester Regisseur aller Zeiten“ gewählt wurde. Ed Wood ist ein typischer Vertreter unfreiwillig schlechter Produktionen, der jedoch selbst von der Qualität seiner Werke überzeugt war. Weitere Beispiele für unfreiwillig schlechte Produktionen sind James Camerons Piranha 2 – Fliegende Killer, Tommy Wiseaus The Room, oder aus der jüngsten Vergangenheit Ulli Lommels Daniel – Der Zauberer.
Auch kommerzielle Filme bedienen sich mitunter Stilmitteln des Trashfilms. In den 1960er Jahren zum Beispiel wurden in der deutschen TV-Serie Raumpatrouille Orion offensichtlich Alltagsgegenstände wie Bügeleisen und Bad-Armaturen als Raumschiff-Requisiten eingesetzt. In den 1970er Jahren verwendete die englische Komikergruppe Monty Python Trashelemente in ihren Filmen, die ihren schrägen Humor verstärkten, in den USA galt Bill Rebane mit seinen Horrorfilmen wie Rückkehr der Riesenspinnen als „Meister des Trashfilms“. In Deutschland konnte Helge Schneider in den 1990er Jahren mit seinen als Trashfilm erscheinenden Produktionen große Kassenschlager landen (Texas – Doc Snyder hält die Welt in Atem, 1993 und 00 Schneider – Jagd auf Nihil Baxter, 1994). Auch der US-amerikanische Filmemacher Quentin Tarantino bedient sich bei seinen großen Hollywood-Blockbustern (Inglourious Basterds, 2009, Django Unchained, 2012) noch regelmäßig der für ihn prägenden Stilelemente des Trashfilms. Comichafte Gewaltdarstellungen fließen dabei gleichermaßen in sein Werk ein wie Elemente des Kunstkinos.
Ende der 1960er Jahre verwendeten zuerst amerikanische B-Film-Autoren Trashelemente, um gesellschaftskritische Botschaften zu vermitteln. Pink Flamingos von John Waters (1972) setzte sich ironisch über praktisch alle damals geltenden Konventionen des guten Geschmacks hinweg, auch mit dem von Waters formulierten Ziel, Abweichlern und Ausgestoßenen vermehrt Gesellschaftsfähigkeit zu verleihen. Christoph Schlingensief sind mit seinen Filmen Das deutsche Kettensägenmassaker (1990) und United Trash – Die Spalte (1996) vielbeachtete Trashproduktionen gelungen, die in frecher und geschmackloser Weise zu deren Zeit wichtige politische Themen treffend parodierten und damit seine Rolle als ernstzunehmender Politprovokateur der deutschen Film- und Theaterwelt begründeten.

## Rezeption
Die Tatsache, dass Filme, die von der Mehrheit als schlecht bzw. schlecht gemacht empfungen werden, zu Kultfilmen werden können, erscheint auf den ersten Blick bestenfalls fragwürdig. Die erste wissenschaftliche Studie, in der ermittelt wurde, was für Menschen sich gern freiwillig Trashfilme ansehen, kam zu überraschenden Ergebnissen. Durch die erste umfangreiche empirische Untersuchung zu Trash-Filmen und ihrem Publikum wurde bekannt, dass bekennende Trashfilmfans überwiegend männlich sind, sowie überdurchschnittlich gebildet (75 Prozent hatten mindestens Abitur) und - auch jenseits traditioneller Grenzen von Hoch- und Populärkultur - kulturell interessiert. Darüber hinaus nehmen Trashfilmfans die Filme von vornherein nicht ernst, sondern betrachten sie in der Regel als ironisch gemeinte Satire.

## Trashfilm in seiner kultivierten Form
Der Trash-Film in seiner kultivierten Form setzt bewusst schlecht gemachte Stilelemente ein, um sich deren komischen Momente zu bedienen. Diese entstehen beim Sehen misslungener Szenen und beruhen auf einer Art natürlicher „Schadenfreude“. Beispiele schlechter Stilelemente sind eine verwackelte Kamera, schlechter Ton, schlechte Kostüme, unpassende Drehorte, ungenügende Requisiten und so weiter. Fans des Trashfilms ist dabei auf einer Meta-Ebene sehr wohl bewusst, dass die Laienhaftigkeit intendiert wurde und nicht allein durch fehlendes Talent entstanden ist.
Ebenfalls typisch ist die Subversivität, bzw. das bewusste Missachten von gesellschaftlichen und filmischen Regeln in Trashfilmen als Form des Protests. Nicht selten werden daher Trashelemente zum Transport von Gesellschaftskritik genutzt.

## Wichtige Regisseure und Produzenten
Zu erwähnen ist Lloyd Kaufman, der zusammen mit Michael Herz 1967 Troma ins Leben rief und auch immer wieder in Filmen auftaucht (zuletzt bei Slither – Voll auf den Schleim gegangen). Als weiterer Trashregisseur wird des Öfteren Roger Corman genannt, der vor allem in den 1960er/1970er Jahren eine Menge kostengünstiger Filme produziert hatte und teilweise selbst Regie führte.
Bekannte Regisseure von Trashfilmen:
- Demofilo Fidani (1914–1994)
- Russ Meyer (1922–2004)
- Edward D. Wood jr. (1924–1978)
- Andy Sidaris (1931–2007)
- Joe D’Amato (1936–1999)
- Luigi Cozzi (* 1947)
- Jim Wynorski (* 1950)
- Charles Band (* 1951)
- Fred Olen Ray (* 1954)
- Albert Pyun (* 1954)
- Uwe Boll (* 1965)

## Trivia
Auch im Bereich der Musikvideos (z. B. Grup Tekkans Wo bist du, mein Sonnenlicht?) sowie bei Werbespots werden mitunter bewusst trashige Elemente eingesetzt. Ob diese Art von Humor verstanden wird, oder als diffamierend empfunden wird, liegt dabei im Auge des Betrachters, wie z. B. der Spot eines Möbelherstellers zeigt, in dem ein überzeichnet dargestelltes homosexuelles Pärchen ein Boxspringbett kauft.